# Calzada del Gigante

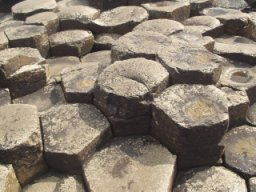
Los prismas hexagonales

La Calzada del Gigante (del inglés: The Giant's Causeway) es un área que contiene unas 40 000 columnas de basalto provenientes del enfriamiento relativamente rápido de la lava en un cráter o caldera volcánica, que ocurrió hace unos 60 millones de años. Se encuentra en la costa nororiental de la isla de Irlanda, unos 5 km al norte de Bushmills en el condado de Antrim, Irlanda del Norte. Fue declarada Patrimonio de la Humanidad en 1986, y Reserva Natural Nacional (National Nature Reserve) en 1987. Fue descubierta en 1693.
En una encuesta realizada en 2005 entre los lectores de Radio Times, la Calzada del Gigante fue declarada la cuarta mayor maravilla natural del Reino Unido. La parte superior de las columnas forma escalones que salen del pie del acantilado y desaparecen bajo el mar. La mayoría de las columnas son hexagonales, aunque también hay algunas con cuatro, cinco, siete u ocho lados. Las más altas tienen unos 12 metros de altura, y la lava solidificada de los acantilados tiene 28 metros de espesor en algunos lugares.

## Geología
El proceso geológico que da origen a la formación de columnatas basálticas es relativamente simple: la lava incandescente en una chimenea volcánica o en una colada puede llegar a enfriarse in situ cuando el volcán o caldera cesan en su actividad eruptiva. Este enfriamiento da origen a la formación de basalto, que es una roca cristalina, aunque con cristales sumamente pequeños debido a que su enfriamiento fue muy rápido y con una presión mucho más débil que la que soportan las rocas ígneas que dan lugar a la formación de granito a mayores profundidades: de hecho, el basalto se va formando en la superficie de la lava en el cráter o caldera y va progresando en profundidad. A medida que el basalto va formándose disminuye su volumen y se forman prismas generalmente hexagonales cuya separación compensa la disminución de su volumen (disyunción columnar). Posteriormente, la erosión actúa primero sobre las rocas de los alrededores debido a que el basalto es mucho más resistente, quedando al descubierto dichas columnas.

## Leyenda irlandesa sobre su creación

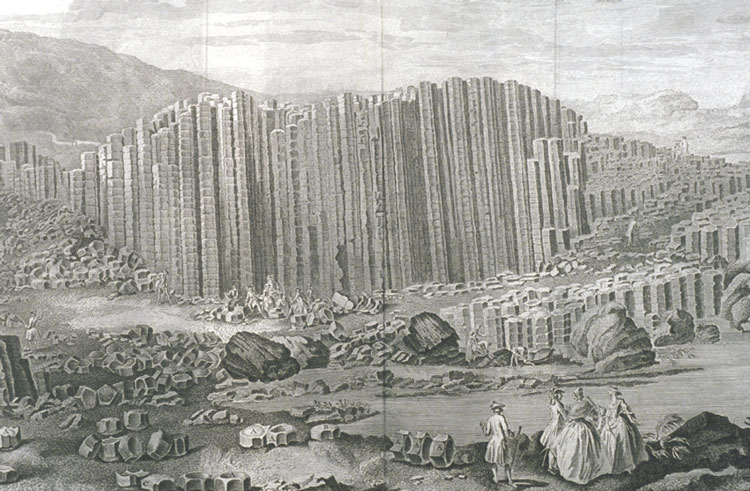
Grabado de Susanna Drury A View of the Giant's Causeway: East Prospect, 1768.

Según la leyenda, las columnas son los restos de una calzada construida por un gigante. Se cuenta que el gigante irlandés Fionn mac Cumhaill (Finn MacCool), del Ciclo Feniano de la mitología gaélica, fue retado a un combate por el gigante escocés de Staffa Benandonner. Fionn aceptó el reto y construyó la calzada que cruza el Canal del Norte para que los dos gigantes pudieran enfrentarse. En una de las versiones de la historia, Fionn derrota a Benandonner. En otra, Fionn se esconde de Benandonner cuando se da cuenta de que su enemigo es mucho más grande que él. La esposa de Fionn, Sadhbh, disfraza a Fionn de bebé y lo mete en una cuna. Cuando Benandonner ve el tamaño del "bebé", piensa que su padre, Fionn, debe ser un gigante entre los gigantes. Huye asustado de vuelta a Escocia, destruyendo la calzada detrás de él para que Fionn no pueda perseguirlo. Al otro lado del mar hay columnas de basalto idénticas (una parte del mismo flujo de lava antiguo) en la Gruta de Fingal en la isla escocesa de Staffa, y es posible que la historia estuviera influenciada por esto.
En la mitología irlandesa general, Fionn mac Cumhaill no es un gigante, sino un héroe con habilidades sobrenaturales, al contrario de lo que puede sugerir esta leyenda en particular. En Cuentos de hadas y populares del campesinado irlandés (1888), se señala que, con el tiempo, «los dioses paganos de Irlanda [...] se hicieron cada vez más pequeños en la imaginación popular, hasta que se convirtieron en las hadas; los héroes paganos se hicieron cada vez más grandes, hasta que se convirtieron en los gigantes». No se conservan relatos precristianos sobre la Calzada de los Gigantes, pero es posible que originalmente se asociara con los Fomorianos (Fomhóraigh); el nombre irlandés Clochán na bhFomhóraigh o Clochán na bhFomhórach significa "escalones del Fomhóraigh". Los Fomhóraigh son una raza de seres sobrenaturales en la mitología irlandesa que a veces se describen como gigantes y que pueden haber sido originalmente parte de un panteón precristiano.
La poetisa Letitia Elizabeth Landon comentó estas asociaciones mitológicas en sus notas The Giant’s Causeway, una ilustración poética de un cuadro de Thomas Mann Baynes.

## Turismo

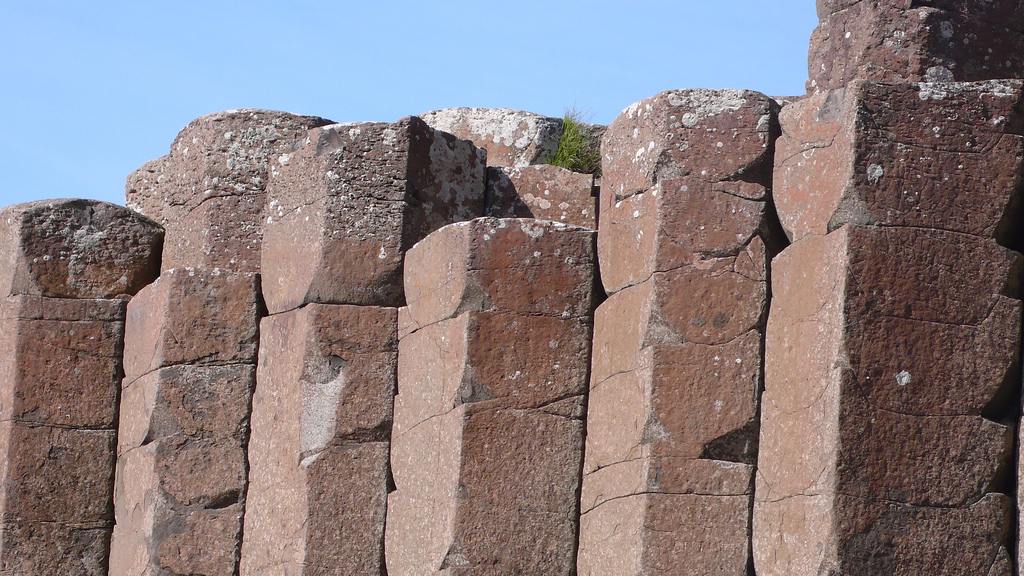
Prismas basálticos rojos.

El obispo de Derry visitó el lugar en 1692. La existencia de la calzada fue anunciada al año siguiente mediante la presentación de un documento a la Royal Society por parte de Richard Bulkeley, miembro del Trinity College, Dublín. La Calzada del Gigante recibió atención internacional cuando la artista dublinesa Susanna Drury realizó pinturas en acuarela de la misma en 1739; le valieron a Drury el primer premio otorgado por la Royal Dublin Society en 1740 y fueron grabadas en 1743. En 1765, apareció una entrada sobre la calzada en el volumen 12 de la Encyclopédie francesa, que se nutrió de los grabados de la obra de Drury; el grabado de la "Perspectiva del Este" apareció en un volumen de láminas de 1768 publicado para la Encyclopédie. En el pie de foto de las láminas, el geólogo francés Nicolas Desmarest sugirió, por primera vez en prensa, que tales estructuras eran de origen volcánico.
El lugar se hizo popular entre los turistas por primera vez durante el siglo XIX, sobre todo tras la apertura del Tranvía de la Calzada del Gigante, y sólo después de que el National Trust se hiciera cargo de su cuidado en la década de 1960 se eliminaron algunos de los vestigios del comercialismo. Los visitantes pueden caminar sobre las columnas de basalto que están al borde del mar, a 800 metros de la entrada del sitio.

### Centro de visitantes

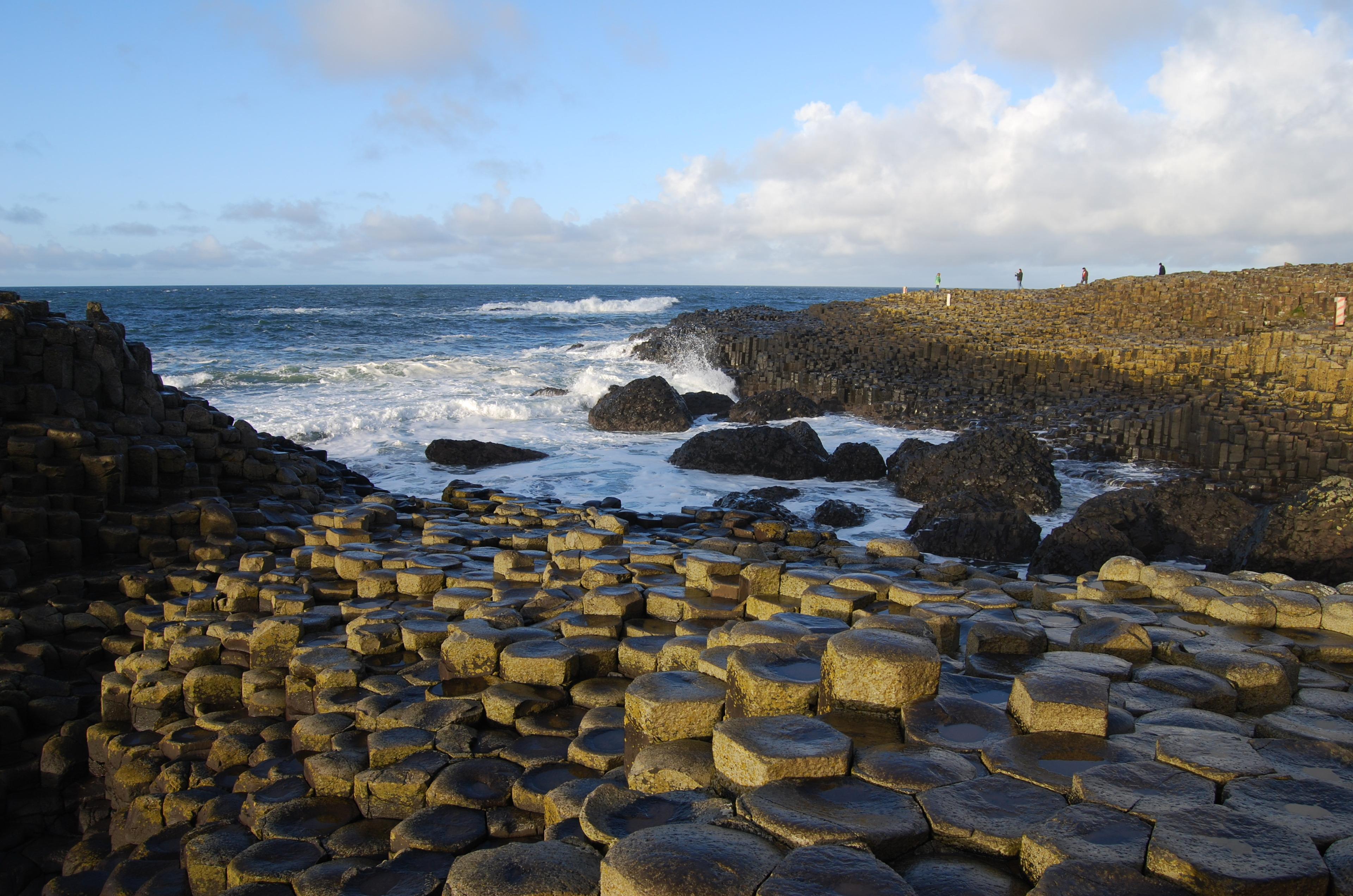
La Calzada del Gigante al atardecer.

La calzada estuvo sin centro de visitantes permanente entre 2000 y 2012, ya que el anterior edificio, construido en 1986, se quemó en 2000. Mientras que la aprobación preliminar para un desarrollo financiado públicamente (pero gestionado privadamente) fue dada por el entonces Ministro de Medio Ambiente de Irlanda del Norte y miembro del Partido Unionista Democrático (DUP) Arlene Foster en 2007, la financiación pública se congeló debido a un supuesto conflicto de intereses entre el promotor privado propuesto y el DUP. Finalmente, el promotor privado retiró un recurso legal contra el plan financiado con fondos públicos, y el nuevo centro de visitantes se inauguró oficialmente en 2012. Su construcción fue financiada por el National Trust, la Junta de Turismo de Irlanda del Norte, el Fondo de la Lotería del Patrimonio y donaciones públicas. Desde su apertura, el nuevo centro de visitantes ha cosechado críticas dispares por parte de quienes visitan la calzada, por su precio, diseño, contenidos y ubicación a lo largo del descenso del paseo de la calzada. En 2018 el centro de visitantes fue visitado por 1.011.473 personas.
Hubo cierta controversia en relación con el contenido de algunas exposiciones en el centro de visitantes, que hacen referencia al punto de vista de la edad de la Tierra del Creacionismo de la Tierra Joven. Aunque estas inclusiones fueron acogidas por el presidente del grupo norirlandés evangélico, la Caleb Foundation, el National Trust declaró que las inclusiones sólo formaban una pequeña parte de la exposición y que el Trust «apoya plenamente la explicación científica de la creación de las piedras hace 60 millones de años». En 2012 se lanzó una campaña en Internet para eliminar el material creacionista y, a raíz de ello, el Trust llevó a cabo una revisión y llegó a la conclusión de que debían modificarse para hacer hincapié en la explicación científica sobre el origen de la calzada. Las explicaciones creacionistas se siguen mencionando, pero se presentan como una creencia tradicional de algunas comunidades religiosas y no como una explicación que compite con los orígenes de la calzada.

## Imágenes

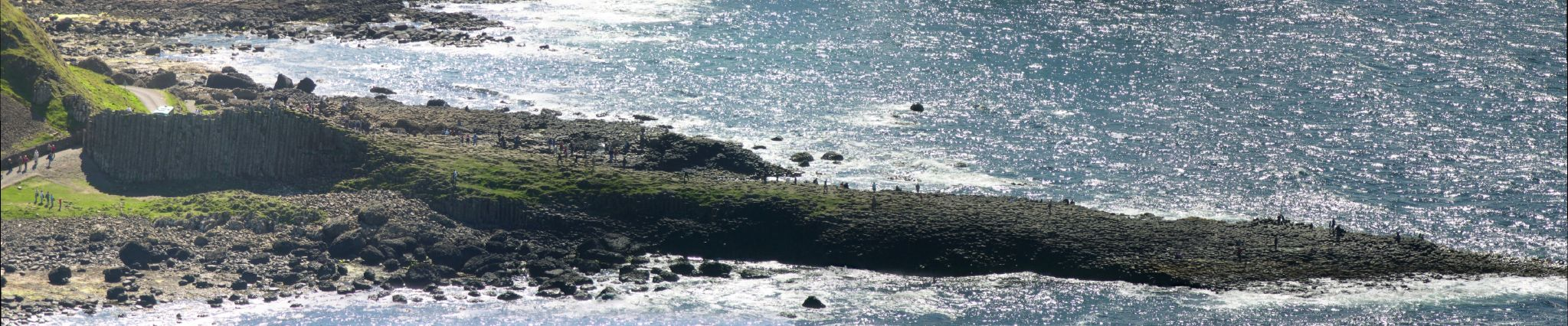
Vista panorámica de la Calzada
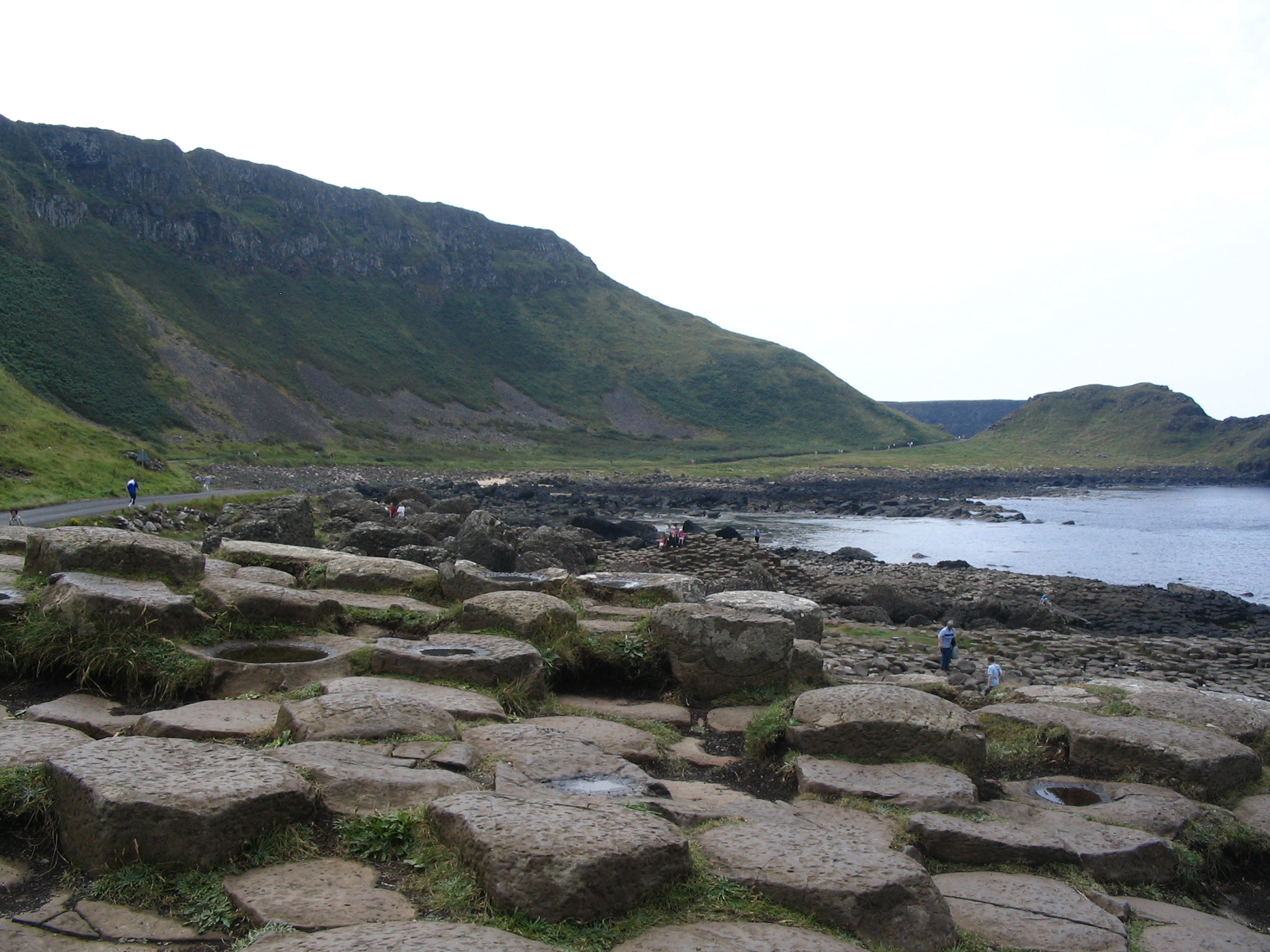
Camino de acceso.
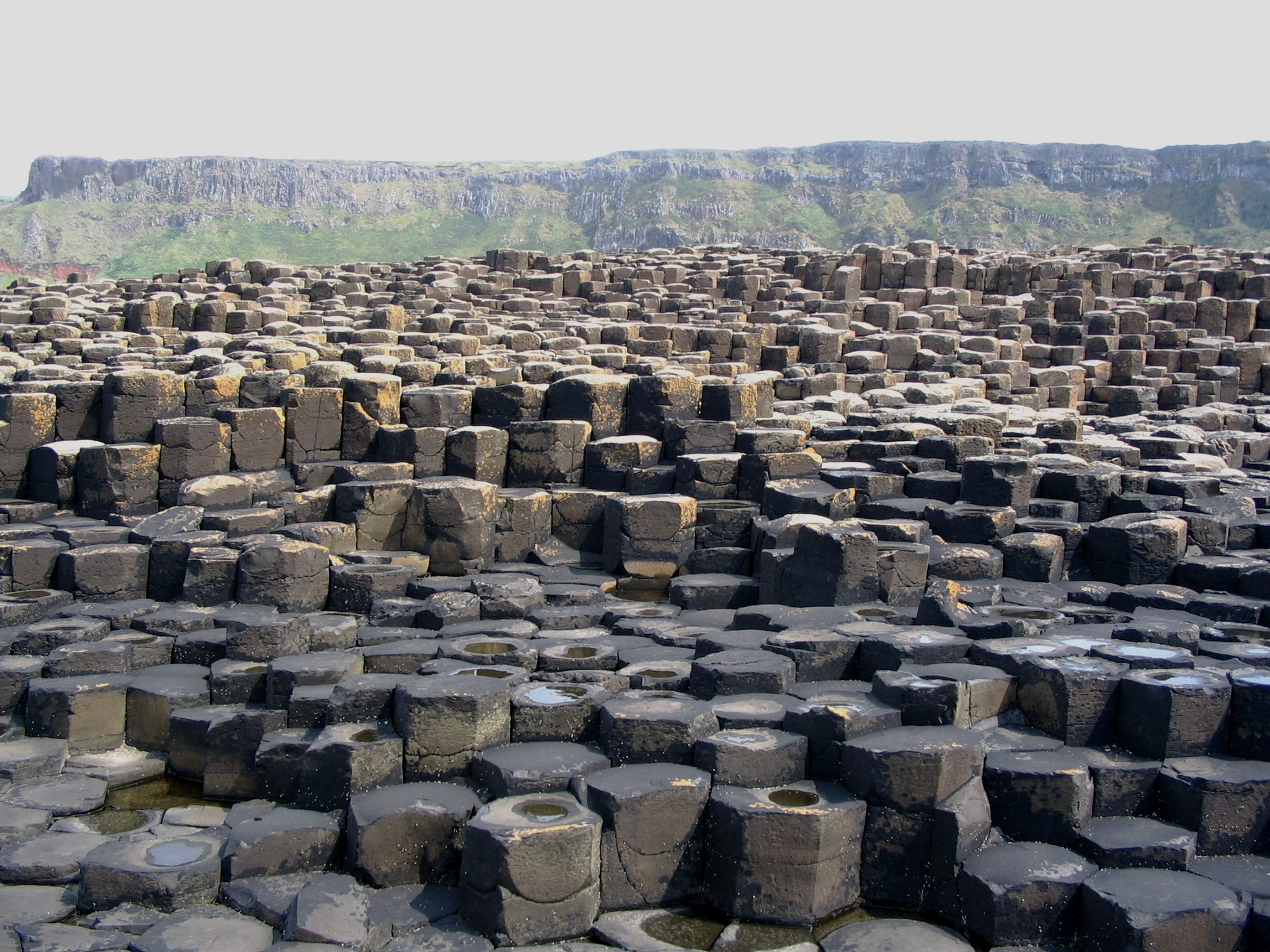
Detalle del suelo.
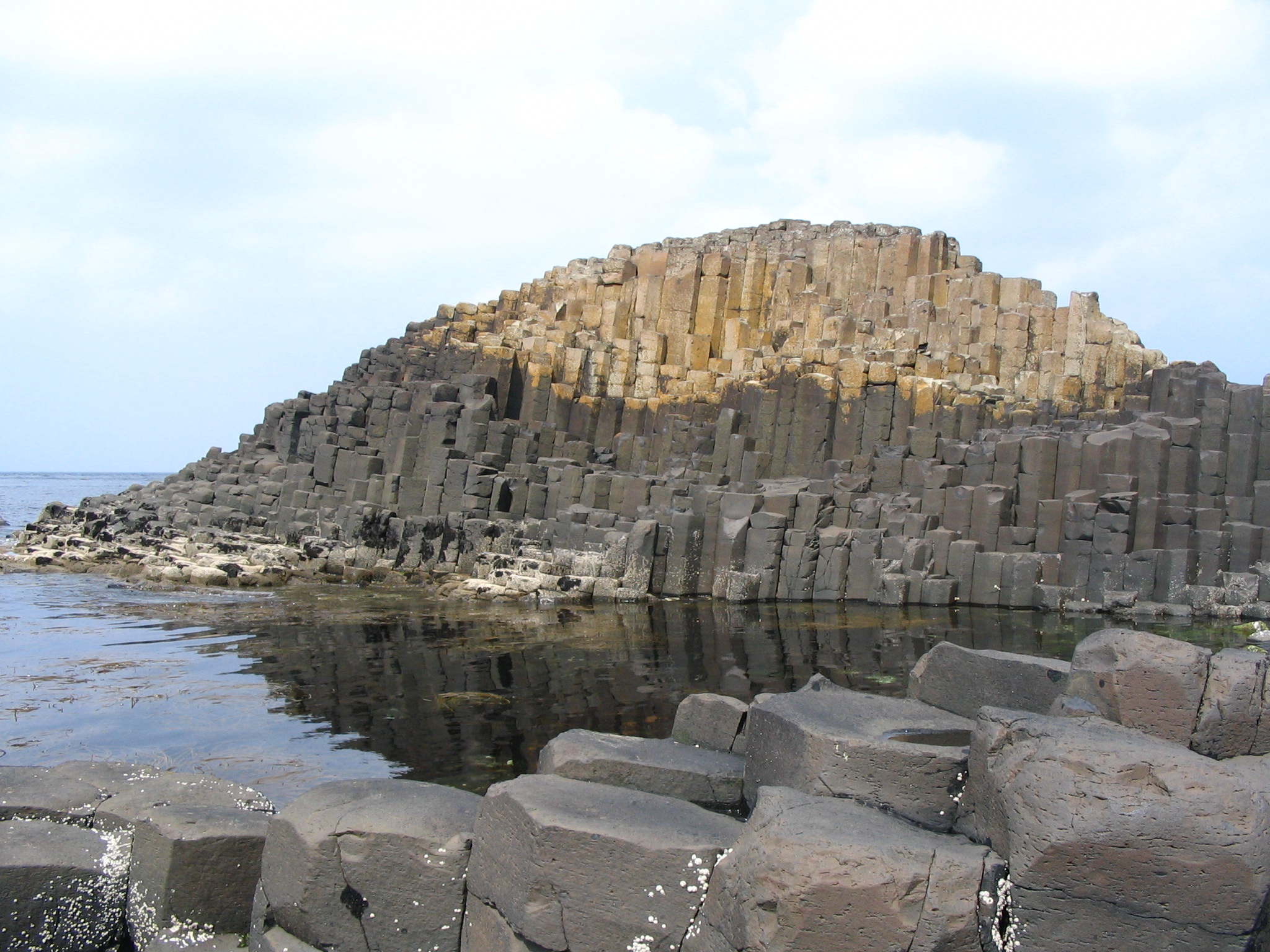
Roquedo central.
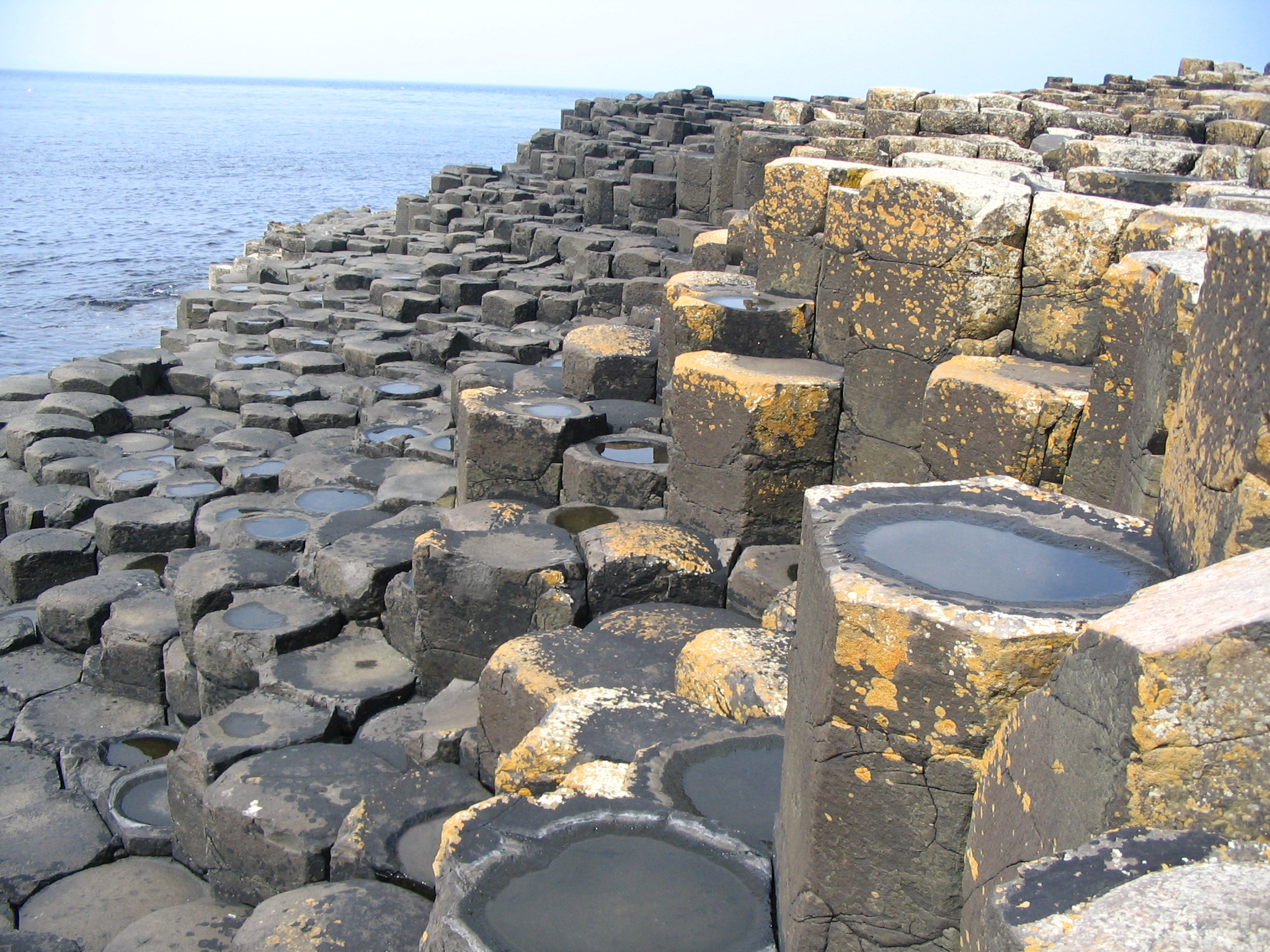
Celdas poligonales.
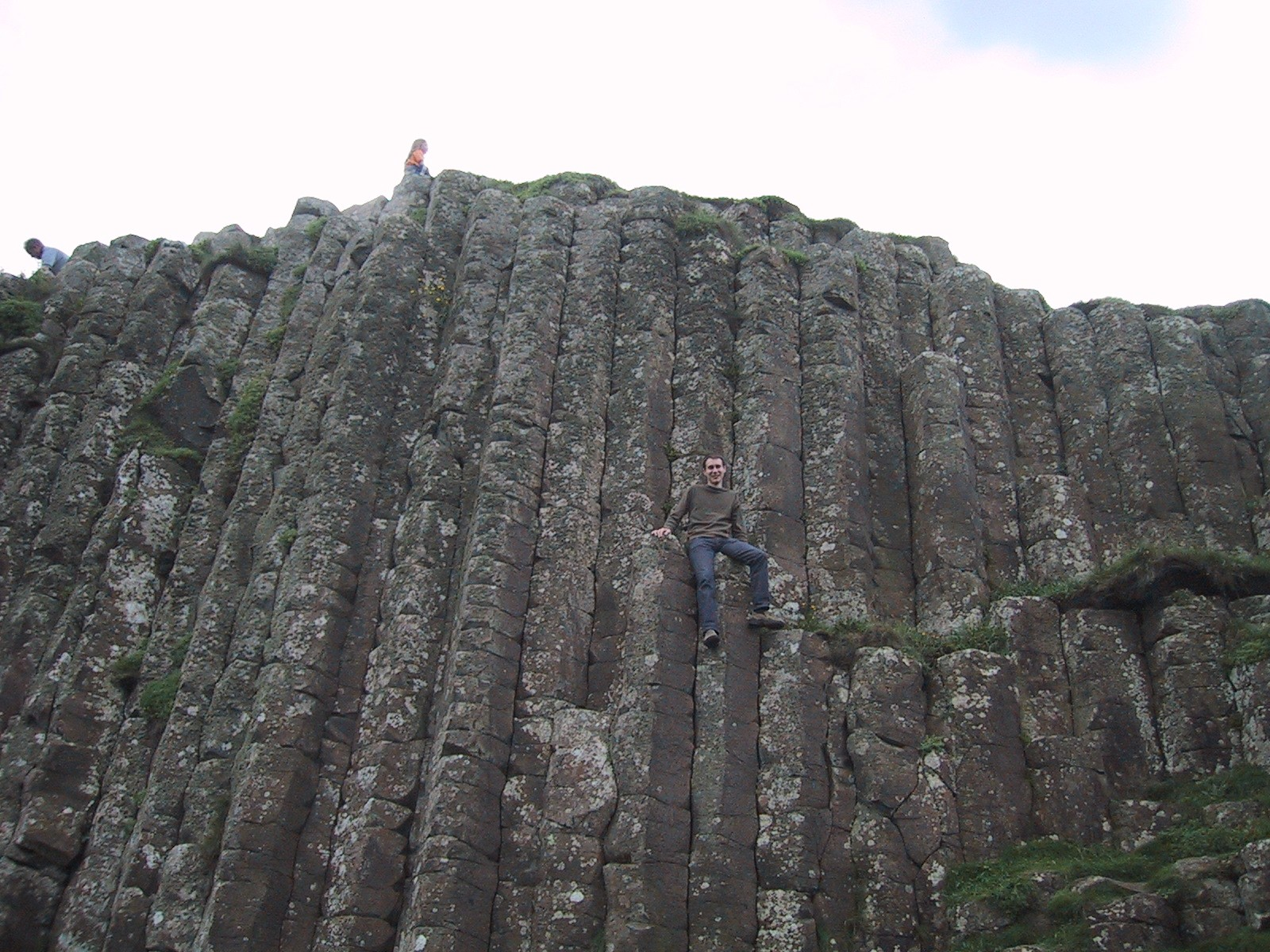
Formación conocida como el órgano.
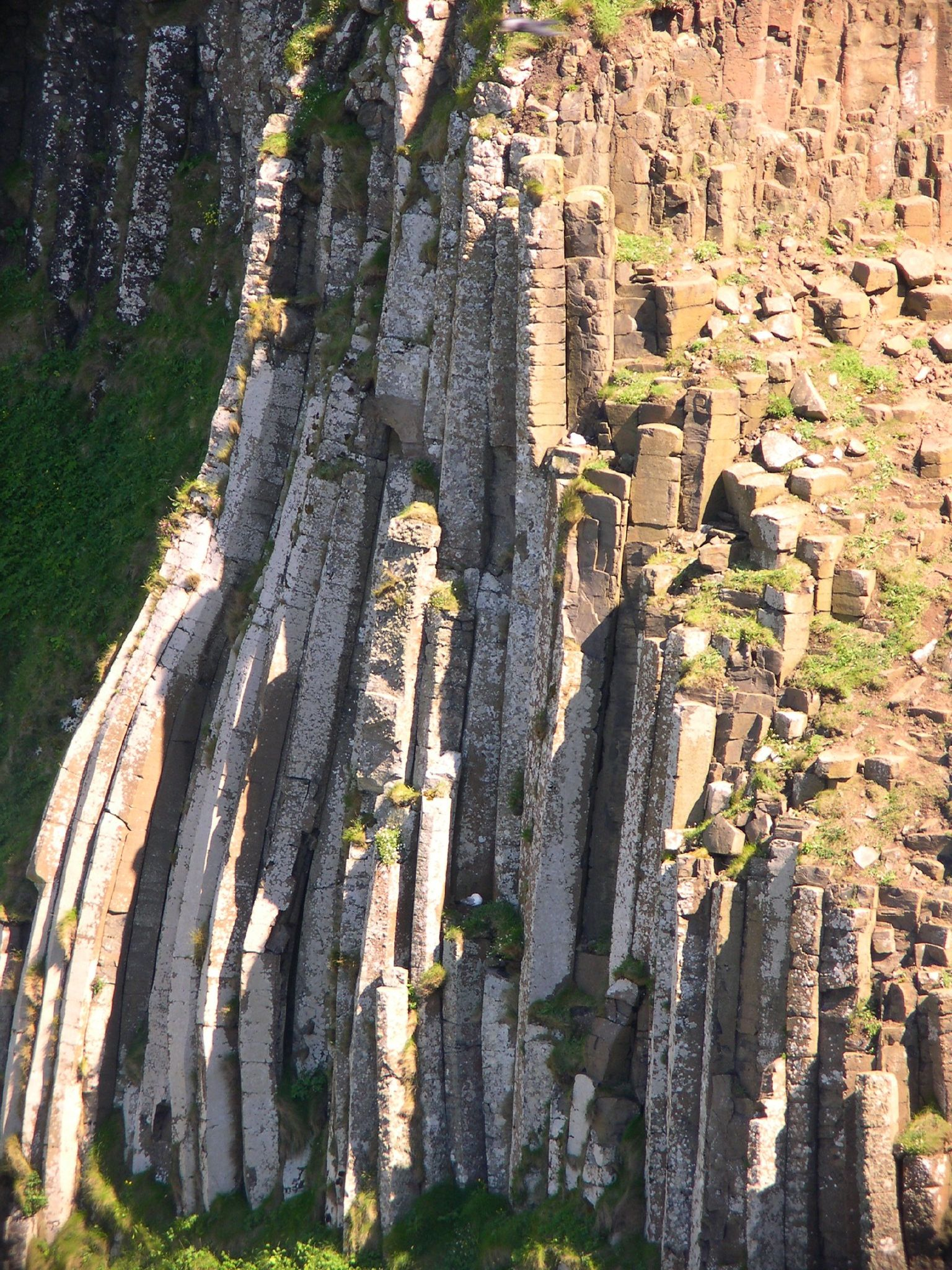
Formación conocida como  el arpa del Gigante.
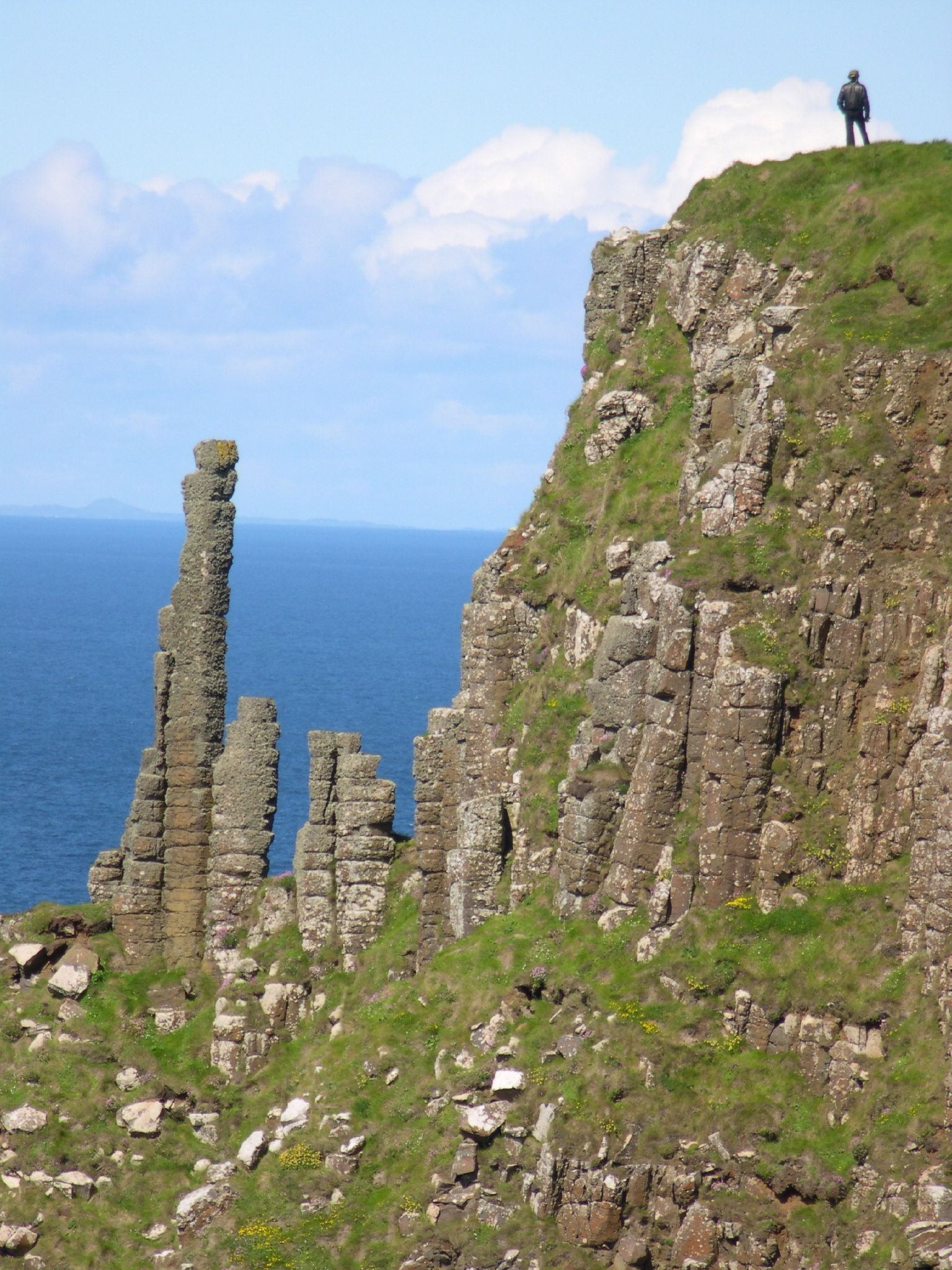
Formación conocida como las Pilas de chimeneas.
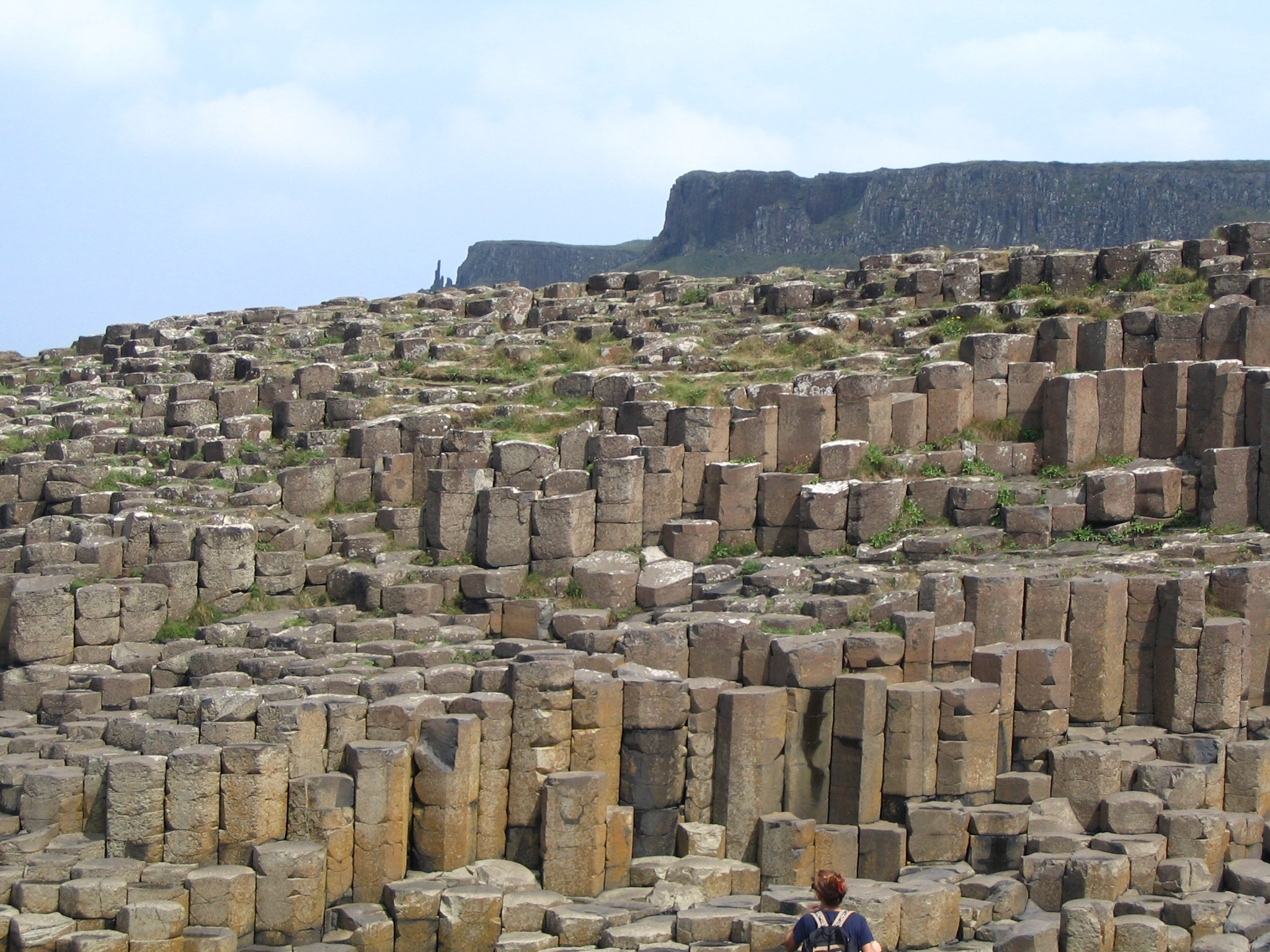
Vista de la calzada y los acantilados basálticos.
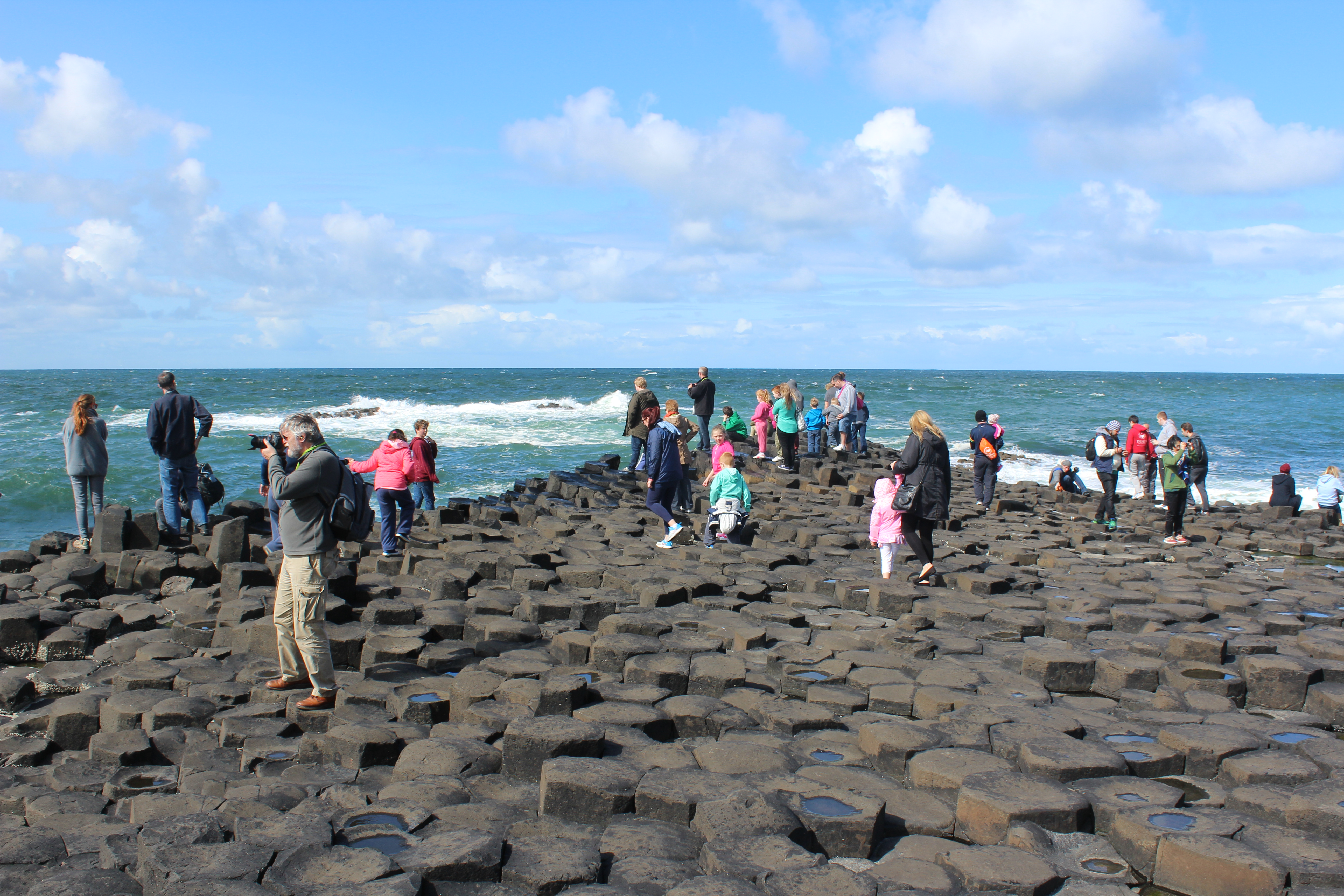
Ruta en el mar.